# Nina Bremm
Nina Bremm (* 1979) ist eine Pädagogin und Professorin an der Friedrich-Alexander-Universität Erlangen-Nürnberg (FAU).

## Leben und Wirken
Nina Bremm studierte von 2001 bis 2007 Soziologie, Erziehungswissenschaft und Politikwissenschaft an der Universität Münster. Ab 2008 war sie am Institut für Interkulturelle und International Vergleichende Erziehungswissenschaft der Universität Hamburg als wissenschaftliche Mitarbeiterin tätig. Dort arbeitete sie an mehreren Projekten zum Thema sprachliche Integration an Schulen, wie zum Beispiel am vom Bundesministerium für Bildung und Forschung geförderten GIM-Projekt („Ganztagsschulbesuch und Integrationsprozesse bei Migranten“). Entsprechend promovierte sie im Jahr 2014 mit einer Dissertation über den Zusammenhang von Schultypen, speziell der Ganztagsschule, und den sprachlichen Fähigkeiten von Schülerinnen und Schülern mit Migrationshintergrund.
Nach ihrer Promotion forschte sie zwischen 2014 und 2019 in der Arbeitsgruppe Bildungsforschung der Universität Duisburg-Essen im Rahmen des Projekts „Potenziale entwickeln – Schulen stärken.“, und 2016 an der Graduate School of Education der University of California in Berkeley. Anschließend war sie Professorin für Schulentwicklung an der Pädagogischen Hochschule Zürich und leitete dort die Forschungsgruppe Schulentwicklung.
Seit Oktober 2022 ist Nina Bremm Professorin und Inhaberin des Lehrstuhls für Schulpädagogik mit dem Schwerpunkt Educational Governance und Educational Change an der Friedrich-Alexander-Universität Erlangen-Nürnberg. Sie beschäftigt sich mit kontextsensibler, evidenzorientierter und designbasierter Schulentwicklung, Netzwerk- und Bildungssystemforschung, sowie (Re-)Produktion sozialer Ungleichheit im Bildungssystem.
Seit Februar 2025 ist Bremm maßgeblich am bundesweiten Startchancen-Programm beteiligt. Das Programm hat das Ziel, Bildungsgerechtigkeit zu stärken, indem es Schulen in herausfordernden Lagen unterstützt, die Zusammenarbeit zwischen schulischen Akteuren fördert und auf diese Weise Bildungsungleichheiten abbaut.

## Veröffentlichungen (Auswahl)
- Recht auf schulische Bildung – vade! In: Die deutsche Schule : Zeitschrift für Erziehungswissenschaft, Bildungspolitik und pädagogische Praxis. Bd. 116, 2024, S. 85-99, https://doi.org/10.31244/dds.2024.01.06.
- Designbasierte Schulentwicklung im deutschen Kontext erste Erfahrungen eines Pilotprojekts im Land Berlin. In: Wissensproduktion, Wissensmobilisierung und Wissenstransfer Chancen und Grenzen der Entwicklung von Wissenschaft und Praxis. Opladen, 2024, S. 53-73, ISBN 978-3-8474-1887-0.
- Wissensproduktion, Wissensmobilisierung und Wissenstransfer. Chancen und Grenzen der Entwicklung von Wissenschaft und Praxis. Leverkusen, 2024, ISBN 978-3-8474-2717-9.
- Schulen in deprivierten Lagen: Verfassungsauftrag und Empirie. In: Pädagogische Führung: Zeitschrift für Schulleitung und Schulberatung. Nr. 4, 2023, S. 146–148, ISSN 0939-0413.
- Förderung als gemeinschaftliche Aufgabe von Schulfamilien? In: SchulVerwaltung Spezial. H. 4, 2023, S. 279-286, ISSN 1438-1907.
- Schulen mit ganztägigem Angebot : Eine empirisch ermittelte Typologie, illustriert am Zusammenhang von 'Schultyp' und sprachlichen Fähigkeiten von Schülerinnen und Schülern. 2013, Dissertation, Online.